# Acquapendente
Acquapendente ist eine italienische Gemeinde mit 5273 Einwohnern (Stand 31. Dezember 2023) in der Provinz Viterbo in der Region Latium.
Die Fraktion Torre Alfina ist Mitglied der Vereinigung I borghi più belli d’Italia (Die schönsten Orte Italiens).

## Geographie

Lage von Acquapendente in der Provinz Viterbo

Acquapendente ist die nördlichste Gemeinde der Region Latium. Es liegt auf einer Anhöhe oberhalb des Tals des Paglia. Das östliche Gemeindegebiet wird vom Naturreservat Monte Rufeno eingenommen, das durch Wälder mit Eichen und Kastanien bestimmt wird. Das Reservat hat eine reiche Flora und Fauna. Selbst Wölfe wurden gesichtet.
Das Gemeindegebiet erstreckt sich über eine Höhe von 190 bis 750 m s. l. m.
Die Gemeinde liegt in der Erdbebenzone 2 (mittel gefährdet) und in der klimatischen Einordnung italienischer Gemeinden in der Zone E, 2 299 GR/G.
Ortsteile von Acquapendente sind Torre Alfina und Trevinano. Es grenzt an die Nachbargemeinden Allerona (TR), Castel Giorgio (TR), Castel Viscardo (TR), Grotte di Castro, Onano, Proceno, San Casciano dei Bagni (SI), San Lorenzo Nuovo und Sorano (GR).

## Geschichte

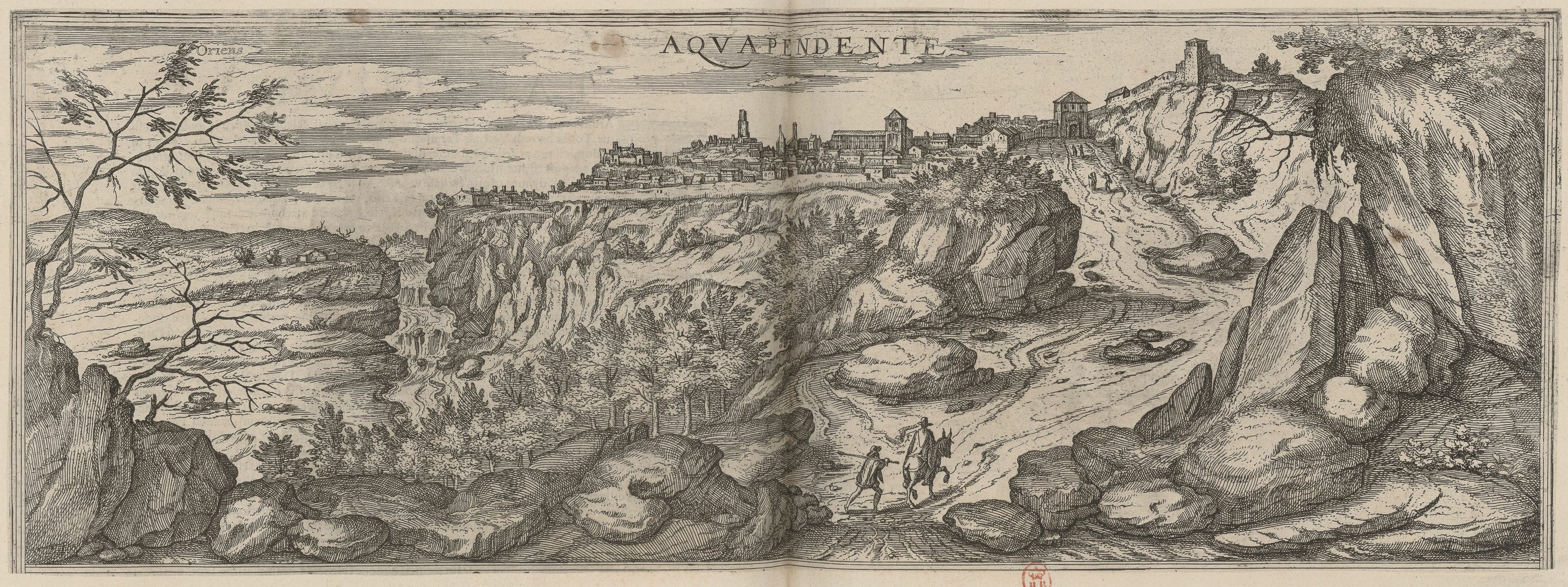
Blick auf Acquapendente, 1640

Das Gebiet des heutigen Acquapendente ist altes etruskisches und römisches Siedlungsgebiet, wie aus zahlreichen Artefakten der näheren Umgebung hervorgeht. Der Ort selbst wurde jedoch zum ersten Mal im 9. Jahrhundert nach Christus im Zusammenhang mit einer Burg Farisa bzw. Arisa an der Via Francigena erwähnt. 964 wurde der Name Acquapendente(m) das erste Mal in einem Dokument von Kaiser Otto I. erwähnt. Der Stadtname („Hängende Wasser“) bezieht sich auf die zahlreichen kleinen Wasserfälle der Umgebung, aus denen sich der Paglia speist, der die örtliche Grenze zwischen Latium und der Toskana bestimmt.
Die Stadt gehörte später zur Toskana. An der Wende vom 14. zum 15. Jahrhundert war sie Teil des Gebietes von Siena. Ab 1499 gehörte der Ort zum Kirchenstaat.
Acquapendente stand ursprünglich unter der kirchlichen Jurisdiktion von Orvieto. Nach dem Untergang des Herzogtums Castro wurde der Bischofssitz von Castro 1649 nach Acquapendente verlegt. 1986 wurde das Bistum in das Bistum Viterbo eingegliedert. Seit 1991 ist Acquapendente Titularbistum.
Die Stadt ist Mitglied der Cittàslow, einer 1999 in Italien gegründeten Bewegung zur Entschleunigung und Erhöhung der Lebensqualität in Städten durch Umweltpolitik, Infrastrukturpolitik, urbane Qualität, Aufwertung der autochthonen Erzeugnisse, Gastfreundschaft, Bewusstsein und landschaftliche Qualität. Außerdem gehört sie zur Comunità Montana Alta Tuscia Laziale.

## Bevölkerungsentwicklung
| Jahr      | 1871 | 1881 | 1901 | 1921 | 1936 | 1951 | 1971 | 1991 | 2001 |
| --------- | ---- | ---- | ---- | ---- | ---- | ---- | ---- | ---- | ---- |
| Einwohner | 5983 | 5607 | 6231 | 6655 | 6930 | 7141 | 6041 | 5886 | 5788 |

Quelle: ISTAT

## Bürgermeister
Angelo Ghinassi (Lista Prospettiva Futuro) ist seit dem 5. Juni 2016 der Bürgermeister.

## Sehenswürdigkeiten

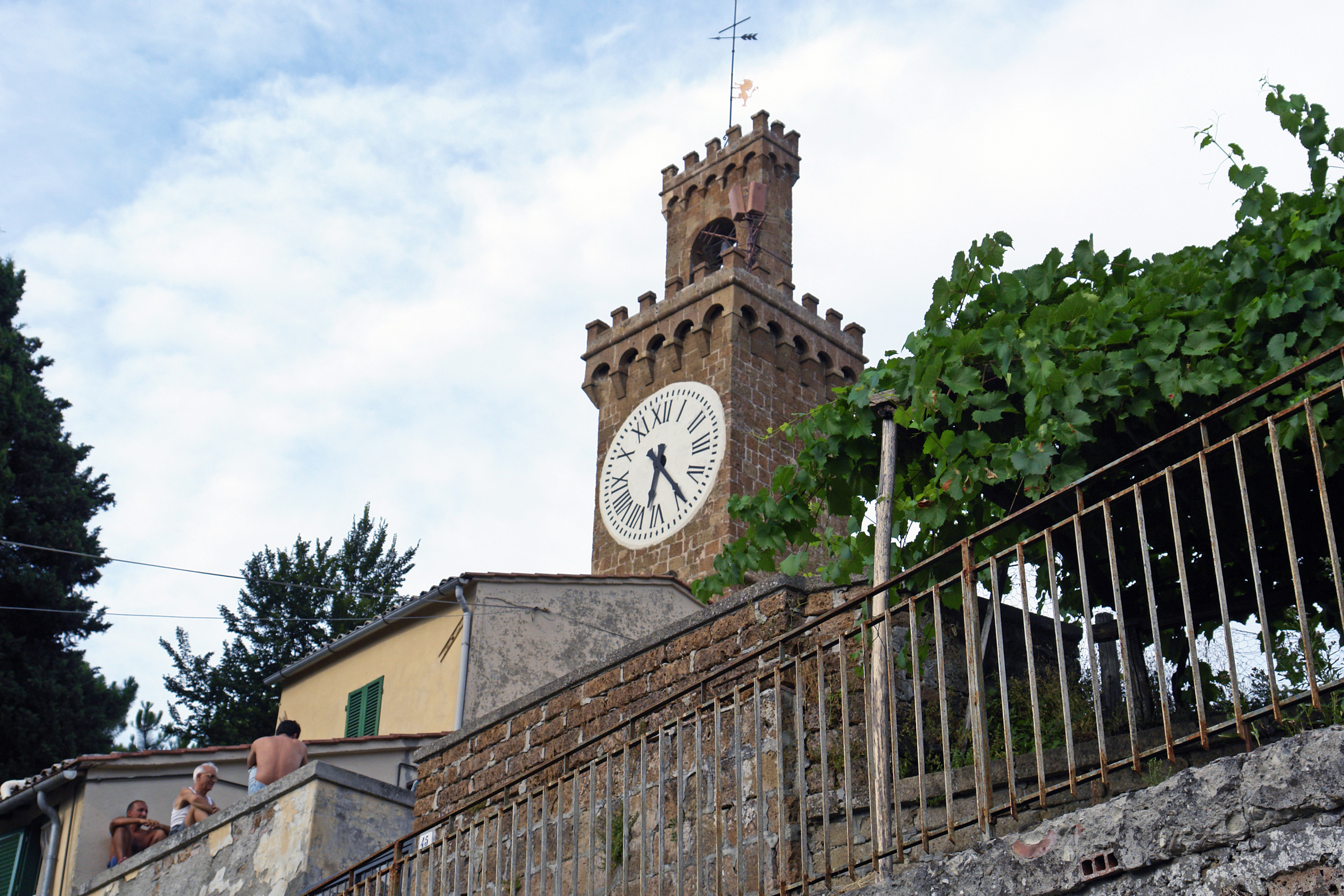
Torre Barbarossa

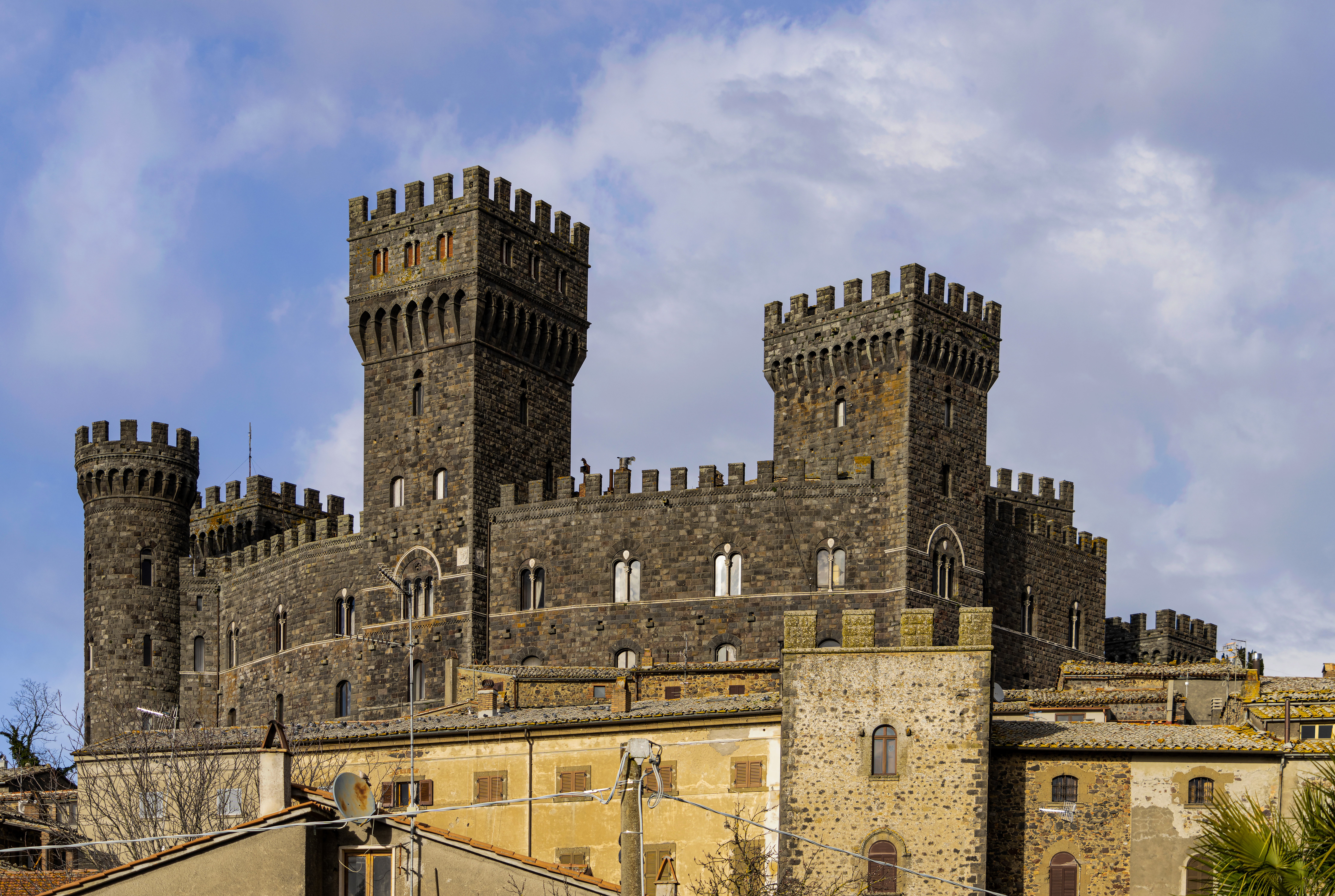
Torre Alfina

- Basilika San Sepolcro (1149), Konkathedrale des Bistums Viterbo
- Der Torre Barbarossa ist das letzte Überbleibsel der Stauferburg aus dem 12. Jahrhundert
- Kirche San Francesco (12. Jahrhundert)
- Kirche Sant’Agostino (16. Jahrhundert)
- Palazzo Viscontini (1581), mit beeindruckender manieristischer Fassade
- Ponte Gregorio (von 1578 bis 1580 von Giovanni Fontana (1540–1614) errichtete Brücke über den Paglia an der Via Cassia (SS 2))
- Torre Alfina, Ortsteil und Burg
- Trevinano, Ortsteil und Burg (ehemaliger Besitz der Bourbon del Monte, heute der Boncompagni-Ludovisi)

## Söhne und Töchter der Stadt
- Giambattista Casti (1724–1803), Dichter und Satiriker
- Girolamo Fabrizio (1537–1619), auch Hieronymus Fabricius ab Aquapendente, Anatom und Begründer der modernen Embryologie
- Giovanni Monaldeschi (1626–1657), Bediensteter und Günstling der schwedischen Königin Christina, im Ortsteil Torre Alfina geboren
- Guglielmo Pifferi (1819–1910), Kurienbischof

## Verkehr
- Acquapendente liegt 128 km nördlich von Rom, 52 km nordwestlich von Viterbo und 12 km nördlich des Bolsenasees. Der Ort liegt an der Strada Statale SS 2 Via Cassia, die Rom mit Siena und Florenz verbindet. Der nächste Bahnhof liegt in 28 km Entfernung in Orvieto.